# Enveja sana
Enveja sana (títol original en francès, Le Bonheur des uns...) és una pel·lícula francesa de 2020 dirigida per Daniel Cohen. És una adaptació cinematogràfica de la seva obra L'Île flottante. S'ha doblat i subtitulat al català central; també s'ha doblat al valencià per a À Punt.

## Sinopsi
La Léa i en Marc, i la Karine i en Francis, són dues parelles d'amics de tota la vida. L'harmonia es trenca el dia que Lea, la més discreta de tots, els diu que està escrivint una novel·la que s'acabarà convertint en un èxit de vendes.

## Repartiment
- Bérénice Bejo: Léa
- Vincent Cassel: Marc
- Florence Foresti: Karine
- François Damiens: Francis
- Daniel Cohen: Paul, el superior de Léa a la botiga
- Owen Tannou: Enzo, fill de la Karine i d'en Francis.
- Romain Cottard: Sylvain
- Constance Labbé: Stéphanie, secretària d'en Marc
- François-Éric Gendron: l'editor
- Bruno Gouery: el cambrer del restaurant
- Artus: Lionel
- Stephen Manas: Thierry
- Alice Carel: la clienta de l'impermeable
- Henri Payet: el mestre dels bonsais
- Charley Fouquet, Alika Del Sol i Alex Vizorek: amics de la Léa